# Attaché
Attaché (IPA: [ataˈʃeː], anhörenⓘ; französisch attacher „befestigen“) oder Attachée (weibliche Form) ist in der Diplomatie eine Bezeichnung  für Begleiter eines Gesandten.
„Attaché“ ist eine der Anmeldebezeichnungen entsandter Mitarbeiter diplomatischer Vertretungen. Der nächstniedrigere Rang ist der des „Attaché adjoint“, was dem niedrigsten diplomatischen Rang entspricht, der nächsthöhere ist der des „Troisième Secrétaire“. Als Attachés werden teils auch Botschaftsangehörige mit besonderen Fachaufgaben bezeichnet, wie z. B. Militärattaché, Kulturattaché oder der für die Öffentlichkeitsarbeit der Vertretung zuständige Presseattaché. In diesen Fällen bezeichnet der Titel eine Funktion; es ist keine Amtsbezeichnung.
In Deutschland ist es auch die Dienstbezeichnung eines Beamten im Vorbereitungsdienst für den höheren Auswärtigen Dienst. Nach erfolgreichem Bestehen der Laufbahnprüfung und Übernahme in das Beamtenverhältnis wird der Attaché zum Legationsrat ernannt.